# Arturo Mundet
Arturo Mundet Carbó (en catalán Artur Mundet i Carbó; Sant Antoni de Calonge,  Bajo Ampurdán, España, 8 de abril de 1879 - Ciudad de México, México, 4 de julio de 1965) fue un empresario español de origen catalán establecido en México, conocido por la importante labor filantrópica que desarrolló, un testimonio de la cual son los Hogares Mundet de Barcelona.

## Orígenes
La familia de Arturo Mundet había estado ligada a la manufactura del corcho y de los tapones desde generaciones. Vecinos de Llagostera, su tatarabuelo Lorenzo Mundet, bisabuelo Jaume, abuelo Feliu y padre Lorenzo habían sido taponeros. Su padre Lorenzo Mundet Coromines se trasladó a vivir a Sant Antoni de Calonge para casarse con Teresa Carbó, hija también de un taponero. Lorenzo renovó el taller de su suegro y en 1865 creó su propia empresa. En 1869 nació el hijo mayor José. El 8 de abril de 1879 nació Arturo y en 1885 su hermana Catalina.
Los hijos se incorporaron a la empresa tan pronto como fue posible y, así, el pequeño Arturo compartió sus estudios primarios en las escuelas públicas de Sant Antoni con el aprendizaje del oficio de fabricante de tapones de corcho.

## El corcho hacia América
Aprovechando la gran demanda que experimentaron los productos del corcho y la situación líder internacional en que se encontraba la industria catalana del sector, en 1895 la empresa abrió una oficina en Nueva York. El hijo mayor José se hizo cargo y Arturo, con solo 16 años, la acompañó para seguir con su aprendizaje.
Durante este tiempo recorrió todo el continente haciendo de viajante, dando a conocer los productos de la empresa y vendiendo tapones de corcho.
Visitó varias veces México, en lo que sería el prólogo de una intensa relación con este país. En 1902 se abriría una primera factoría de corcho.
En 1905, los hermanos se desplazaron a Portugal, zona de gran producción corchera, y pusieron en marcha, en Seixal, una gran factoría. De esta sección se haría cargo su cuñado Luis Gubert, casado con su hermana Catalina.
En 1906, volvió a Cataluña y se concentró en la construcción de una fábrica nueva más grande, en Palamós, que pudiera hacer frente a la demanda creciente.

## Matrimonio y residencia en México
El 27 de abril de 1906 se casó con Anna Gironella i Llovet, nacida en 1882, en Barcelona. El matrimonio fijó su residencia en la Ciudad de México y Arturo empezó a expandir sus negocios con más autonomía de la empresa familiar.
Del matrimonio nacerían cinco hijos, cuatro chicas: Josefina, Teresa, Ana y Ramona y un chico, Arturo que, llamado a ser el heredero de los negocios paternos, protagonizó una inmensa tragedia familiar cuando, con 20 años, murió por una larga enfermedad.
En 1907, Arturo Mundet abrió la propia empresa embotelladora Artículos Mundet para Embotelladoras. SA, que se convirtió en una de las más importantes del continente. Sobre todo por la introducción de una variante del tapón corona, donde el aislante de bajo la lata era una lámina de conglomerado de corcho (en México se le conoce como corcholata). Este producto, adecuado para todo tipo de refrescos y bebidas con gas, adquirió gran popularidad y demanda que asentó definitivamente a Mundet como uno de los industriales de mayor prestigio en México. Aunque los momentos históricos no eran demasiado favorables a los negocios, pues en 1910 estalló la Revolución Mexicana, Mundet superó las dificultades y siguió adelante.
En 1921 contribuyó con otros socios a introducir la fabricación de tapones corona en Cataluña importante maquinaria de México hacia el Principado, que serviría para abrir una primera factoría en Barcelona.

## ElSidral Mundet
En 1902 comenzó a producir una línea propia de refrescos carbonatados: el Sidral Mundet. Hecho, como la sidra, con jugo de manzana, era sometido a un proceso de pasteurización para evitar su fermentación.
El Sidral Mundet se hizo muy popular y se convirtió en una bebida emblemática en la cultura mexicana. Supuso la consolidación de la fortuna familiar y el triunfo empresarial. Más tarde se exportaría a los Estados Unidos y de otros países de América. En 2002 se celebró el centenario de la marca.

## La obra filantrópica
La muerte de su hijo Arturo, quién solo contaba con 20 años de edad (el 11 de febrero de 1934), trastocó sus planes futuros; el matrimonio Mundet recibió una fuerte sacudida y se replantearon muchas cosas. Sus preocupaciones filantrópicas dieron un salto cualitativo y se empezaron a materializar con donaciones e iniciativas humanitarias centradas, sobre todo, en los enfermos, los niños y los ancianos. Financiaron la Maternidad Mundet en el Sanatorio Español de la Ciudad de México en agradecimiento a las atenciones dispensadas a su hijo que había estado mucho tiempo.
En 1937 puso la primera piedra del que tenía que ser la Casa Hogar para Ancianos Arturo Mundet, modélica en su época, que entró en funcionamiento en octubre de 1940. También hizo donación al gobierno federal mexicano de un edificio de cinco pisos que se destinó a Hospital Infantil.
En 1944 comenzó el proyecto colosal de un gran parque de 90 000 m² en el centro del Distrito Federal. Abierto al público y con instalaciones para practicar todo tipo de deportes, el Club Mundet fue terminado en 1956, tras una inversión de dos millones de dólares.

## Los Hogares Mundet de Barcelona

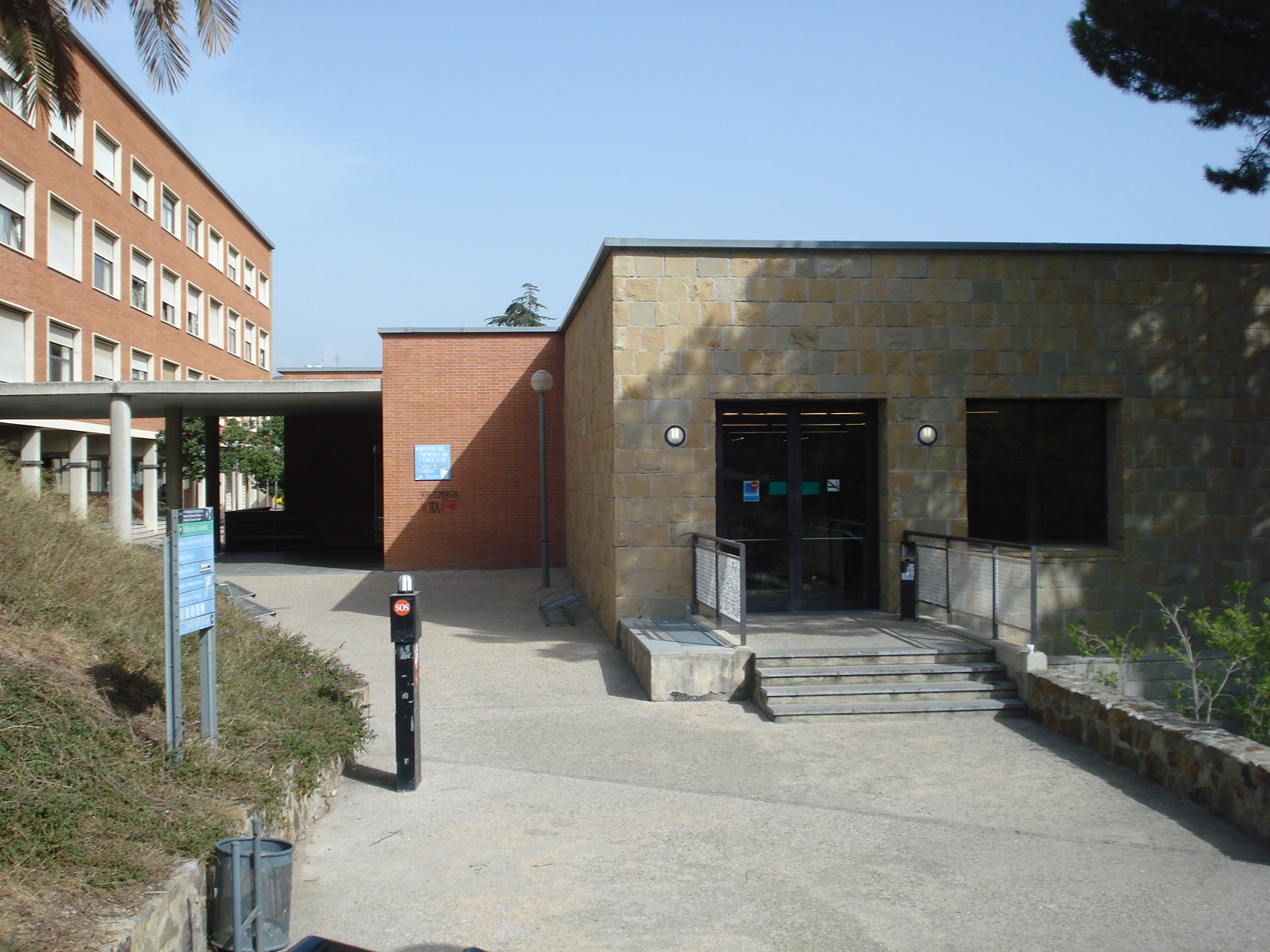
Vista del edificio de Mediodía en el complejo de los Hogares Mundet

En 1954, el presidente de la Diputación de Barcelona se lamentaba de la necesidad de remodelación de la Casa de Caridad de la ciudad, que había quedado obsoleta, y reflexionaba sobre las dificultades para la construcción de un nuevo recinto. El matrimonio Mundet se hizo eco de esta demanda y, desde México, se puso en contacto con la institución para ofrecer una donación de un millón de dólares, 40 millones de pesetas de la época, para el estudio y construcción de unas nuevas instalaciones en El Valle de Hebrón. Este empuje fue definitiva para la realización del proyecto obra del arquitecto Manuel Baldrich. El 14 de octubre de 1957 fueron inauguradas las Llars Anna Gironella de Mundet (Hogares Anna Gironella de Mundet), con un conjunto de edificios modernos y bien preparados destinados a la atención de huérfanos, ancianos, necesitados y enfermos.
Con el tiempo, las necesidades y los modelos asistenciales fueron cambiando y se reconvirtió el uso del recinto que, a partir de 1996, acoge las Facultades de Pedagogía, Psicología, y Formación del Profesorado de la Universidad de Barcelona, que se llama Campus Mundet.

## La Hermandad de Sant Antoni de Calonge
Su pueblo natal, Sant Antoni de Calonge, también fue objeto del interés filantrópico de Arturo Mundet. En 1934 fundó la Hermandad de asistencia mutua que lleva su nombre y que aglutinó las diferentes entidades que existían en ese momento. Anualmente dotó de aportaciones económicas a la institución, siendo una ayuda especialmente significativa la que se recibió entre los años más duros de la Guerra Civil y la posguerra, no solo económica sino también material y sanitaria. En 1948 aportó un local social que más tarde se convertiría en Teatro Mundet. En 1952 cedió unos terrenos donde finalmente se construyeron viviendas sociales, que serían inaugurados en 1966.
Mundet no tuvo tiempo de ver terminadas las viviendas porque murió en su casa, en la Ciudad de México, de un ataque al corazón, el 4 de julio de 1965, cuando tenía 86 años.